# إدوين بالمر (لاعب كريكت)
إدوين بالمر (23 مايو 1869 بكرايستشرش في نيوزيلندا - 28 أبريل 1917) (بالإنجليزية: Edwin Palmer)‏ هو لاعب كريكت نيوزلندي. لعب مع فريق كانتربري للكريكت ‏.

## وصلات خارجية
- إدوين بالمر على موقع إي آس بي آن كريك إنفو (الإنجليزية)